# Mirko Sandić
Mirko Sandić (ur. 9 maja 1942 w Belgradzie, zm. 24 grudnia 2006 w Belgradzie) – serbski piłkarz wodny. W barwach Jugosławii dwukrotny medalista olimpijski.
Mierzący 198 cm wzrostu zawodnik w 1964 w Tokio wspólnie z kolegami zajął drugie miejsce. Cztery lata później znalazł się wśród mistrzów olimpijskich. Brał udział w IO 60 i IO 72. Dwukrotnie był brązowym medalistą mistrzostw Europy (1966 i 1970). W 1999 został przyjęty do International Swimming Hall of Fame. Pracował jako trener w różnych krajach świata.